# Urskogsticka
Urskogsticka (Pilatoporus primaevus) är en svampart som först beskrevs av Renvall & Niemelä, och fick sitt nu gällande namn av Spirin 2006. Pilatoporus primaevus ingår i släktet Pilatoporus och familjen Fomitopsidaceae.   Inga underarter finns listade i Catalogue of Life.
I den svenska databasen Dyntaxa används istället namnet Antrodia primaeva för samma taxon.  Arten är reproducerande i Sverige.